# Pebble Mine
Pour les articles homonymes, voir Pebble.

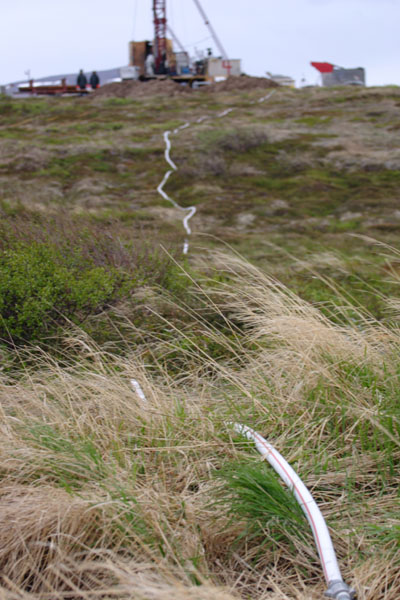
Mine en Alaska

Pebble Mine est le surnom d'un projet minier controversé,, mené en partie par Anglo American. Il vise l'extraction à terme de larges quantités de cuivre, d'or et de molybdène depuis la région de la baie de Bristol située au sud-ouest de l'Alaska, près du lac Iliamna et du lac Clark.
En 2013, après avoir investi 580 millions USD sur 6 ans avec son partenaire canadien Northern Dynasty Minerals (NAK) dans le projet de Pebble Mine (Alaska), un site connu pour détenir l'un des plus gros potentiel en exploitation d'or, le groupe se retire et écrit cette pertes.